# Autorité générale des sports (Arabie saoudite)
L’Autorité générale des sports (General Sports Authority) est un organe gouvernemental chargé de la promotion du sport en Arabie saoudite. Elle remplace en 2016 la Présidence générale de la protection de la jeunesse créée en 1974.

## Histoire
L’idée d’un organe gouvernemental chargé des activités sportives et de la jeunesse émerge dans les années 1940 avec l’arrivée du football en Arabie saoudite. Cette volonté se manifeste en 1952 avec la création du premier département chargé des sports, d’abord intégré au sein du Ministère de l’Intérieur saoudien. En 1960, le département de la protection de la jeunesse dépendant du Ministère de l’Éducation devient l’autorité responsable des activités des jeunes en dehors du périmètre scolaire. A la même époque, il est décidé de créer un réseau national d’institutions sportives publiques. Ce n’est qu’en 1974 que le département pour la protection de la jeunesse devient un organe gouvernemental indépendant, rebaptisé "Présidence générale pour la protection de la jeunesse".
La présidence générale de la protection de la jeunesse est rebaptisée Autorité générale des sports au mois de mai 2016. La même année, la princesse Reema bint Bandar al Saud est nommée vice-présidente des questions des femmes.
En 2014, l’Autorité générale des sports inaugure le Stade Roi-Abdallah situé à 60km au nord de Djeddah et qui accueille la finale de la King’s Cup la même année. Elle engage un an plus tard un plan de privatisation du sport, notamment des clubs de football, auparavant financés par l’État.
À l’arrivée de Turki Al-Asheikh à la tête de l’Autorité en 2017, un comité est créé pour identifier les prochains talents du football saoudien parmi les jeunes, et les former pour atteindre un niveau professionnel. 70 jeunes saoudiens sont ainsi recrutés après 3 jours de sélections à l’échelle nationale. Il est également à l’origine en septembre 2017 du renommage de la "Crown Prince Cup" en "Super Cup", et du "First Class Tournament" en "Prince Faisal bin Fahd Tournament".
En juillet 2017, le gouvernement saoudien annonce l’ouverture de l’éducation physique et sportive aux filles dans les écoles publiques et trois mois plus tard, le royaume d’Arabie saoudite annonce que les femmes pourront assister à partir de 2018 aux événements sportifs organisés dans trois stades du Royaume à Riyad, Djeddah et Dammam.

## Description
L’Autorité générale des sports est chargée de promouvoir le sport, les installations sportives et récréationnelles, et les événements sportifs auprès de la jeunesse saoudienne. Ses prérogatives interviennent en renfort du Ministère de l’éducation saoudien, en créant des opportunités de pratiques sportives extrascolaires pour les jeunes. Elle représente le sport saoudien à l’international et régule le Comité olympique d'Arabie saoudite ainsi que 30 fédérations sportives nationales. Ses attributions couvrent plusieurs axes de développement, notamment : 
- la promotion du sport auprès des différentes classes d’âge à travers le pays
- la création d’une industrie sportive compétitive
- le développement des installations sportives

La plupart des installations sportives d’Arabie saoudite sont détenues et gérées par l’Autorité générale des sports. On compte 24 cités sportives et stades, tel que le Stade international du Roi-Fahd, des salles intérieurs et des piscines. Une vingtaine d’auberges de jeunesses dotées d’installations sportives sont aussi opérées par l’AGS, de même que deux camps pour jeunes à Taëf et Haïl.

## Lutte professionnelle

### WWE
Le 5 mars 2018, la promotion américaine de lutte professionnelle WWE et l'Autorité sportive générale saoudienne ont annoncé un événement de pay-per-view et de livestreaming appelé Greatest Royal Rumble qui se tiendra le 27 avril au Stade Roi-Abdallah à Jeddah.
Pour la première fois dans l'histoire de la WWE, le Royal Rumble a compté 50 participants au lieu des 30 traditionnels. Braun Strowman, qui était le 41e participant au match, l'a emporté en éliminant finalement Big Cass. Strowman a ensuite reçu le trophée du Greatest Royal Rumble et une ceinture du Greatest Royal Rumble Championship des mains du président de la Saudi General Sports Authority, Turki bin Abdel Muhsin Al-Asheikh, et du président de la WWE, Vince McMahon.
Cet événement a marqué le début d'un partenariat stratégique multiplateforme de 10 ans avec la WWE et l'Autorité générale saoudienne des sports, qui consiste généralement en deux événements premium en direct par an (sauf en 2020 et 2021, où le pays a accueilli un PLE chacun en raison de la pandémie de Covid-19 en Arabie saoudite). Avant ce partenariat, la WWE avait déjà organisé des tournées WWE Live dans le pays.

## Gouvernance
Depuis mai 2016, l’Autorité générale des sports est dotée d’un conseil d’administration dont le président est nommé par arrêté royal. Depuis la création de la Présidence générale pour la protection de la jeunesse, l’organe a été dirigé par les personnes suivantes :
- 1967-1971 : Khalid Al Faisal bin Abdulaziz Al Saud
- 1975-1999 : Faisal bin Fahd bin Abdulaziz Al Saud
- 1999 - 2014 : Sultan bin Fahd bin Abdulaziz Al Saud
- 2014 - 2017 : Abdullah bin Musaad bin Abdulaziz Al Saud
- avril 2017 - septembre 2017 : Mohammad bin Abdulmalik Al-Asheikh
- septembre 2017 - décembre 2018 : Turki Al-Sheikh
- depuis décembre 2018 : Abdelaziz ben Turki al-Fayçal